# Louise Owen
Louise Alva Owen McConville (1 de febrero de 1895 – 17 de noviembre de 1973) fue una actriz estadounidense en Broadway y en películas mudas en la década de 1910.

## Primeros años y educación
Owen nació en la ciudad de Nueva York, la hija de Alva Owen y Dorothy Bessenger Owen. Su madre nació en Canadá, y su padre era un médico que murió en 1897, cuando fue pateado por un caballo. Owen fue actriz a la edad de 15 años, cuando ella y su madre viuda vivían con sus abuelos maternos nacidos en Alemania en 1910.

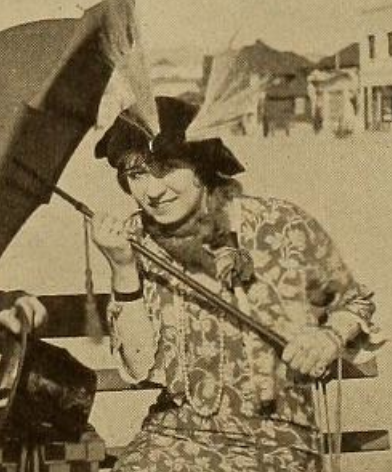
Louise Alva Owen en un set, de una publicación de 1916

## Carrera
Los créditos de Owen en Broadway incluyeron papeles en The Wife Hunters (1911), Hokey-Pokey/Bunty, Bulls, and Strings (1912), The Honeymoon Express (1913) y Cheer Up (1917–1918). Actuó en docenas de cortometrajes mudos entre 1914 y 1916, principalmente comedias para Vogue Films. "Miss Owen es del tipo atlético que prefiere dar largos paseos por las colinas a sentarse en casa bordando o jugando con el gato", informó Motography en 1916.
Owen también era conocida como artista visual. En la década de 1930 escribió las letras de canciones para un musical radiofónico, The Song of Araby. Durante la Segunda Guerra Mundial, sirvió en la junta de racionamiento de gasolina de Eagle Rock.

## Filmografía seleccionada
- The Boob and the Baker (1915)
- The Skating Rink (1916)[9]
- She Wasn't That Kind of a Girl (1916)[10]
- Igorrotes, Crocodiles and a Hat Box (1916)[11][12]
- Heaven Will Protect a Woiking Goil (1916)[12]
- The Lion Hearted Chief (1916)
- Bungling Bill, Detective (1916)[13]
- Bungling Bill's Dream (1916)
- A Fool and His Dream (1916)

## Vida personal
Owen se casó con el escritor Bernard McConville en 1917. Tuvieron hijos Patricia, Sheila y Lee Bernard Jr. Su hija Sheila murió en 1950, su esposo murió en 1961, y ella murió en 1973, a la edad de 78 años, en Los Ángeles.